# 게임스비즈
게임스비즈(GamesBids.com)는 올림픽 유치 관련 뉴스 및 그와 관련된 다양한 정보가 있는 사이트로 로버트 리빙스턴이 운영하며 캐나다의 토론토에 서버를 두고 있다.
원래는 토론토서머게임스닷컴(Torontosummergames.com)으로 이름을 지으려 했던 이 사이트의 목표는 2008년 하계 올림픽을 토론토가 개최하도록 돕는 것이었다. 베이징이 개최지로 결정된 후에 이 사이트는 일반적으로 총체적인 올림픽 유치 경쟁 관련 자료를 분석하거나 발표하고 있다.
이 사이트에서는 정기적으로 비드인덱스(BidIndex)를 업데이트 한다. 비드인덱스란 각 후보도시별 상관 점수를 나타내는 것이다. 베이징을 예측했을 때는 맞았지만 밴쿠버와 런던은 예측하지 못했다. 그러나 리우가 2016년 올림픽을 개최할 것을 정확히 예상하기도 했다.
이 사이트에서는 특종 자료가 나오기도 하는데 포럼의 한 회원이 2008년 하계 올림픽 로고에 대한 정보를 조직위원회가 일반에 공개하기 전에 발견한 경우도 있었다.
많은 웹 사이트, 신문사, 뉴스에서는 올림픽과 관련해서 이 사이트를 인용하기도 한다. 인터내셔널 헤럴드 트리뷴이 대표적인 예이다.. 이 뉴스는 수많은 글(게임스비드를 인용한 글) 중 하나일 뿐이다.